# Uwe Nestmann
Uwe Nestmann (* 1967 in Coburg) ist ein deutscher Informatiker und Hochschullehrer.

## Werdegang
Nestmann verbrachte seine Kindheit und Jugend in Memmelsdorf in Unterfranken. Nach dem Abitur am Friedrich-Rückert-Gymnasium Ebern, das er von 1976 bis 1985 besuchte, studierte er zwischen 1985 und 1991 Informatik an der Friedrich-Alexander-Universität Erlangen-Nürnberg. Dort erforschte er danach als wissenschaftlicher Mitarbeiter im Rahmen seiner Promotion in Theoretischer Informatik grundlegende Prinzipien der Implementierung nebenläufiger Programmiersprachen durch die formale Modellierung und Analyse so genannter Prozesskalküle und schloss die Promotion im Jahr 1996 ab. In den Jahren 1997 bis 2000 war er als PostDoc am INRIA in Rocquencourt, Frankreich, sowie am BRICS in Aalborg, Dänemark, tätig. Im Jahr 2000 wurde er zum Assistenzprofessor an die ETH in Lausanne (EPFL), Schweiz, berufen, bevor er 2005 an die Technische Universität Berlin wechselte.
Nestmann leitet seit 2005 als Professor das Fachgebiet „Modelle und Theorie Verteilter Systeme“ an der Fakultät für Elektrotechnik und Informatik der Technischen Universität Berlin. Von 2012 bis 2017 war er zudem als Studiendekan (Prodekan für Studium und Lehre) dieser Fakultät tätig. 
Nestmann ist aktiv im Rahmen der International Federation for Information Processing (IFIP) als „Recommended Member“ von IFIP TC1 zu den Grundlagen der Informatik, sowie als Mitglied der Arbeitsgruppen WG 1.8 „Concurrency Theory“ und WG 2.2 „Formal Description of Programming Concepts“. Er ist auch aktiv im Rahmen der Gesellschaft für Informatik, in der er im Jahr 2013 die Fachgruppe „Concurrency Theory“ (Theorie der Nebenläufigkeit) mit begründete und bis 2017 als ihr Sprecher fungierte. Neben diesen Aktivitäten war Nestmann (von 1993 bis 2020) Mitglied des Netzwerks für Promovierende und Promovierte THESIS e.V. und war von 2004 bis 2014 auch in dessen Beirat aktiv.

## Forschungsschwerpunkte
- Formale Modelle und Theorien für Verteilte Systeme
- Formale Semantik von verteilten und verteilbaren Programmiersprachen
- Formale Korrektheit; automatische und semi-automatische Verifikation
- Formale Verifikation fehlertoleranter verteilter Algorithmen

## Ehrungen und Auszeichnungen
- 1999: Distinguished Paper Award der Konferenz EURO-PAR 1999[3]
- 2010: Preis für Vorbildliche Lehre[4]
- 2021: Test-of-Time Award der internationalen Konferenz CONCUR[5][6][7]

## Trivia
Wie viele andere Einwohner Frankens, lässt auch Nestmann keine Gelegenheit aus klarzustellen, dass er kein Bayer ist, sondern eben ein Franke. Sogar an seiner Bürotür im Telefunken-Hochhaus ist ein entsprechendes Bild angebracht, das das heutige Franken zeigt.
Im Mai 2011 nahm Nestmann als "featured scientist" an einem Science-Slam teil. 
Im November 2011 nahm Nestmann als DJ an der ersten Berliner Professorennacht teil.